# Indsche Wojwoda (Rebell)
Indsche Wojwoda, eigentlich Stojan Wojwoda, bulgarisch Индже войвода (* 1755 in Sliwen; † 17. Juni 1821 in Skuleni) war ein bulgarischer Heiduckenführer.

## Leben
Er war Anführer einer Freischar und kämpfte im Gebiet der Stara Planina gegen die osmanische Herrschaft. 1821 beteiligte er sich am gegen das Osmanische Reich gerichteten griechischen Aufstand. Indsche Wojwoda fiel im Kampf gegen osmanische Truppen in der Nähe des Pruth.
Wegen seiner ihm nachgesagten Tapferkeit wird er in Volksliedern besungen. Nach ihm wurde das Dorf Indsche Wojwoda benannt, bei dem er einer Legende nach verwundet worden war.